# STS-75
إس تي إس-75 (بالإنجليزية: STS-75)‏ الرحلة الخامسة والسبعون ضمن برنامج مكوك الفضاء لوكالة ناسا، والرحلة التاسعة عشر على متن مكوك الفضاء كولومبيا، انطلقت الرحلة في 22 فبراير 1996 من مركز كينيدي للفضاء ، وهبطت بتاريخ 9 مارس في مركز كينيدي للفضاء أيضاً، بعد خمسة عشر يوماً و17 ساعة مكثتها الرحلة في الفضاء، خلال الرحلة تم إعادة تركيب الحبل الفضائي وهو من النحاس المعزول بطول 19 كيلو متر للمكوك، بلغ عدد الرواد المشاركين في الرحلة سبعة رواد من بينهم إيطاليين وكوستريكي وسويسري وثلاثة أمريكيين.